# Fulgulești
Fulgulești este un cartier din sectorul Botanica, municipiul Chișinău, Republica Moldova. Împreună cu cartierul Malina Mare, fac parte din zona Botanicii de sus.

## Legături externe
- Istoria orașului Chișinău[nefuncțională]
 (orasulmeuchisinau.wordpress.com)